# اعتماد خورشيد
اعتماد خورشيد (29 أغسطس 1935 - 27 يونيو 2021)، منتجة مصرية. عملت في تحميض الأفلام.

## زواجها من صلاح نصر
أثارت قصتها الكثير من الجدل بعد ورود معلومات عن إجبار مدير المخابرات المصرية صلاح نصر زوجها أحمد خورشيد على تطليقها كي يتزوجها هو، حيث أشارت في إحدى المقابلات التلفزيونية أن نصر هدّد زوجها بإدخاله مستشفى المجانين في حال رفضه تطليقها، فأقنعته بتنفيذ ذلك خوفاً عليه وعلى أبنائهما، وكان هو الشاهد على عقد قرانهما، على الرغم من أنها كانت حاملاً في ابنها «أدهم».
قامت بتأليف كتاب حول انحرافات صلاح نصر تكشف فيه الممارسات الشاذة لمدير جهاز المخابرات وعلاقاته المشبوهة مع نجمات السينما المصرية واستغلاله لهن في نشاطات استخباراتية.
كان البعض يعتقد أنها هي والدة الفنان المصري عمر خورشيد ولكن الحقيقة أنها كانت زوجة والده، ولم يعش معها إلا فترة قصيرة جداً من طفولته، حيث انتقل بعدها ليعيش مع والدته.

## وفاتها
في مساء الأحد 27 يونيو 2021 توفيت بعد صراع مع المرض، ووصف الأطباء سبب الوفاة بالفشل الرئوي. وقد دفنت بمقابر العائلة بطريق الواحات غرب الجيزة.

## روابط خارجية
- اعتماد خورشيد على موقع الدهليز
- اعتماد خورشيد على موقع قاعدة بيانات الأفلام العربية